# Березники (Свердловская область)
Березники — посёлок в Свердловской области, входящий в Артёмовский муниципальный округ. Управляется территориальной администрацией города Артёмовский.

## География
Посёлок располагается в 7 километрах на юг от города Артёмовский.

### Часовой пояс
Березники, как и вся Свердловская область, находится в часовой зоне МСК+2. Смещение применяемого времени относительно UTC составляет +5:00.

## Население
| 2002 | 2010 | 2021 |
| ---- | ---- | ---- |
| 60   | ↘53  | ↘44  |

## Инфраструктура
В посёлке располагается три улицы: Восточная, Западная и Центральная.